# Crime organisé corse
Le crime organisé corse, plus souvent connu sous les expressions « milieu corse » ou parfois « mafia corse », désigne les structures de criminalité organisée d'origine corse. À partir de la Corse, cette criminalité s'étend en France continentale (en particulier en région PACA), en Afrique, aux Antilles et en Amérique du Sud.
En avril 2014, avec 371 personnes tuées depuis près de trente ans, le taux de meurtre par habitant en Corse est devenu plus élevé qu'en Sicile (région pourtant berceau de la mafia) et le plus élevé d'Europe. C'est aussi la région de France où le plus de représentants de l'Administration (maires, préfets…) ont été victimes d’assassinat, 11 au total.

## Historique

### Origines
Dès la fin du XIXe siècle, un milieu corse organisé existe à Marseille. Il naît des vagues d'immigration corse déclenchées par les crises agricoles de la fin du XIXe siècle. Son domaine de prédilection est le proxénétisme. Après Marseille, les voyous corses s'installent à Paris, précisément à Montmartre qui deviendra Pigalle jusque dans les années 1970.
À la fin du XIXe siècle, le professeur Alexandre Lacassagne s’intéresse dans ses Archives d’anthropologie criminelle au phénomène mafieux et son secrétaire, Albert Bournet, entreprend en 1883 un voyage d’études en Corse pour le ministère de l’Intérieur, afin d'étudier la criminalité organisée qui s'est développée depuis l'instauration de la Troisième République.
En 1914, durant le procès de son épouse, Joseph Caillaux est entouré d'une garde corse composée de mauvais garçons d'origine insulaire recrutés par le député Pascal Ceccaldi. Le dossier de la feuille de ragots à visée de chantage La Lanterne de Paris et de Montmartre (1908-1916) montre les articulations inattendues de ce milieu déjà organisé.
À partir des années 1920, les Corses dominent le banditisme organisé en France : les journalistes et certains romanciers comme Simenon parlent alors de la « bande des Corses », mais il n'y a aucune unité, simplement une communauté floue avec des groupes souvent antagonistes reliés soit par l'origine familiale ou villageoise, soit par le parcours criminel ou l'activité. On peut noter l'emploi de la langue corse comme langage secret mais aussi comme symbole d'apparente unité jusqu'à nos jours.

### Développement
À Marseille, de retour du front de la Première Guerre mondiale, les souteneurs corses éliminent en 1919-1920 la plupart des souteneurs noirs et antillais qui, durant la guerre, avaient pris pied dans la prostitution; puis le milieu insulaire se mêle au jeu, au trafic de drogue, au monde de la nuit.
Étienne Poggiale peut être considéré comme une des premières figures notoires de ce milieu particulier. À Paris, Joseph Marini dans les années 1930, puis après-guerre Pierre Cucari, dit « le Juge de paix », vivent de la protection tarifée des cabarets et bars de nuit de la butte Montmartre.
À Marseille, Paul Carbone, corse, et François Spirito, italien, dominent le crime organisé, mais le premier meurt en 1943 dans un train que fait dérailler la Résistance et, à la Libération, leur collaboration avec l'ennemi allemand exclut le second des affaires marseillaises.
De 1945 à 1965, les frères Guérini, Antoine et Barthélemy, dit Mémé, reprennent le flambeau sur le quartier de l'Opéra, « le plus beau parc de bars à hôtesses et d'hôtels de passe de la ville ». Ils jouent par ailleurs les agents électoraux pour les socialistes marseillais dans la 5e circonscription, puis à l'échelle de toute la ville lorsque les socialistes remportent la mairie en 1935, et à nouveau en 1945 avec Gaston Defferre. Dès lors, les frères Guérini exploitent, avec d'autres caïds corses, les réseaux d'influence nés de la Résistance et consolidés à la Libération. Parallèlement, ils donnent quelques coups de main au SAC, la milice gaulliste, pour tenter de soustraire le port à l'influence communiste.
Il y avait les spécialisations comme le proxénétisme, le trafic de drogue (French Connection), le racket et les jeux (Marcel Francisci) ou la cambriole structurée (Paul Dellapina), cependant tous les intervenants se connaissent directement ou indirectement, s'aident et parfois s'opposent violemment comme dans l'affaire du Combinatie. Il y a aussi les actions criminelles moins structurées mais très spectaculaires où des habitués des bars corses sont impliqués, comme l'enlèvement en 1964 de l'épouse de Marcel Dassault.
La commune d'origine sur l'île de certains politiques, de membres du Parquet, de policiers, de magistrats, etc. favorise dans une certaine mesure la prépondérance du milieu corse sur les autres, particulièrement des années 1920 aux années 1970. Ainsi, avec ces connivences parfois multiples, la disparition totale ou partielle de « dossiers de personnalité » ou de « dossiers de procédure » était fréquente. Ou encore des enquêtes ou procédures étaient ralenties, tandis que certaines instructions n'étaient pas ouvertes. Malgré cela, en cas d'insuccès judiciaire, la présence de nombreux gardiens de prison corses procurait alors des conditions de détention ou parfois d'évasion plus favorables.

### French Connection
Avant 1939, la Corsican Union (le syndicat des corses en anglais) gère les transferts d'opium et d'héroïne entre l'Indochine d'une part, Shanghai pour la Chine et Marseille pour l'Europe d'autre part (voir Étienne Fiori). Le milieu corse domine ensuite le trafic d'héroïne transatlantique, des producteurs du Sud-est asiatique, turcs et syriens en passant par les laboratoires de raffinage de Marseille en France jusqu'aux marchés de distribution qu'étaient les États-Unis. Ce réseau sera célèbre sous le nom de French Connection. L'arrivage massif d'héroïne en provenance de France, les dégâts qu'elle provoquait sur les toxicomanes, obligèrent le FBI et autres services de renseignement américains à enquêter sur ces réseaux.
Après 1945, l'opium de Turquie joue un rôle essentiel, avec pour relais Beyrouth, ainsi que sa transformation dans les divers laboratoires de la région marseillaise, où les « chimistes » corses font preuve d'une grande technicité.
Les autorités américaines supposent que le crime organisé corse a une grande implication dans ce trafic et dénoncent les membres de l'Union corse. Dans les années 1970, les autorités américaines considéraient la mafia corse comme plus dangereuse et plus secrète que Cosa Nostra. Ceci venait du fait que le FBI et la CIA arrivaient à obtenir des informations sur les familles mafieuses américaines sur leurs territoires, mais rien sur les familles corses. L'exemple le plus frappant est celui d'Antoine Rinieri. Arrêté en possession de 247 000 $, les autorités américaines le suspectent d'avoir reçu cette somme après avoir effectué une livraison de drogue. Durant son interrogatoire, il refuse d'expliquer la provenance de cet argent et refuse même de donner son nom. Son silence a pour résultat de l'envoyer en prison pour 6 mois. À la fin de sa peine, il est extradé vers la France. Et comme le lien entre l'argent et le supposé trafic de stupéfiants n'a pas pu être établi, le gouvernement a été obligé de restituer la somme, plus les intérêts.
Les autorités américaines considèrent que la mafia corse et Cosa Nostra ont beaucoup de similitudes. Aux États-Unis, la mafia italo-américaine est divisée en 24 familles. Durant les années 1970, les autorités américaines dénombraient 15 familles mafieuses corses. Les plus connues étaient les Francisci, Orsini, Venturi, Lotti et Guerini. La mafia corse dispose comme sa cousine Cosa Nostra d'un code d'honneur, les membres devant respecter la loi du silence et la parole donnée étant considérée comme sacrée. Nixon, voulant faire pression sur les autorités françaises, laisse entendre qu'il y aurait connivence entre certains ministres corses et des trafiquants. La French Connection est finalement démantelée à la fin des années 1970, mais la mafia sicilienne joue alors un rôle encore plus important dans le trafic Méditerranée-Amérique du nord.[réf. nécessaire]
À partir des années 1970, le crime organisé traditionnel s'efface et avec lui le proxénétisme « français ». À Paris, les jeux restent plus longtemps sous contrôle corse, mais les parrains se replient sur la Côte d'Azur, puis sur l'île. Fin des années 1970, début des années 1980, est créée en Haute-Corse la Bande de la brise de mer.

### À partir des années 1980, recentrage sur l'île et émergence d'un véritable système mafieux
Depuis le début des années 1980, le milieu corse s'est recentré sur son île natale. Dès lors, il n'a cessé de se développer et d'étendre son emprise, jusqu'à redevenir dans les années 2000 l'une des plus importantes structures du crime organisé en France, dont les ramifications s'étendent jusqu'en Afrique et en Amérique latine. Son originalité reste sa capacité à agir aisément sur certains décideurs politiques, du simple député au ministre.
Ces dernières années, il était communément admis par les autorités que le crime organisé se partageait l'île en deux parties. Les principaux groupes identifiés étaient le gang de la Brise de mer dans le nord de l'île et les proches de Jean-Jérôme Colonna (mort en 2006) dans le sud. Mais depuis 2008, des règlements de comptes violents au sein du milieu corse ont causé plus d'une soixantaine de morts dans toute l'île. Aujourd'hui, la réalité semble plus complexe. Le conflit interne à la Brise de mer et les meurtres des principaux héritiers de Jean-Jé Colonna ont probablement changé les équilibres et rapports de forces qui existaient dans le milieu corse, ce à quoi il faut ajouter l'émergence d'autres gangs insulaires, comme la bande de Venzolasca, dans le nord de l'île, et la bande du Petit bar, dans le sud.
Il existe historiquement un crime organisé corse à Marseille (voir milieu marseillais) du fait de la proximité de la ville avec l'île comme de la très forte communauté corse qui y réside. D'après le criminologue Alain Bauer, la perte d'influence du crime organisé corse sur le trafic de drogue expliquerait l'importante criminalité des « quartiers ».

#### Crime organisé en Haute-Corse
Depuis la fin des années 1970, un groupe criminel bastiais nommé d'après le bar où il se réunissait, le gang de la Brise de Mer, a pris l'ascendant sur les autres groupes criminels en Haute-Corse. Il se crée un capital de base grâce aux braquages effectués sur le continent avant de le réinvestir sur l'île. Il s'immisce dans l'économie et la vie sociale de l'île jusqu'à l'influencer partiellement.
Depuis 2008, l'augmentation des règlements de compte laisse entrevoir la redistribution des cartes du banditisme insulaire en Haute-Corse.

#### Crime organisé en Corse-du-Sud
Les services chargés de lutter[Lesquels ?] contre la criminalité organisée ont indiqué 
Ils ont indiqué que si l'on pouvait parler d'organisation familiale pour la Haute-Corse, il fallait considérer que la criminalité connaissait en Corse-du-Sud une « organisation féodale ».
Les enquêteurs implantés en Corse depuis plusieurs années ont communiqué certaines explications sur l'histoire de ce banditisme.
Dans les années 1970, de nombreux règlements de compte, une quinzaine, ont ensanglanté la région du Valinco (Propriano, Sartène, Olmeto) et celle d'Ajaccio. Des observateurs ont parlé, à cette époque, d'un Triangle des Bermudes.
Entre 1974 et 1982, les nommés Louis Benedetti, Simon Nicolai, Antoine Leca, Jacques Benedetti, Charles Nicolai, Pierre Recco, Jacques Settier, Marie Mondolini, Franco Uleri, Bernard Santoni, Antoine Paris, Vincent Recco, Jules Leonetti, Antoine Leonetti ont été abattus dans le cadre d'une guerre que se livraient les gens du Valinco entre eux pour conquérir le marché des machines à sous et la maîtrise du racket.
Les années 1980 ont été marquées par trois faits majeurs : « l'affaire Guy Orsoni », « l'affaire de la Maison d'Arrêt d'Ajaccio » et l'affirmation dans le « milieu du banditisme de certains individus du Valinco ».

##### L'enlèvement et l'assassinat, le 17 juin 1983, de Guy Orsoni
Selon les enquêteurs, cet enlèvement aurait eu pour origine une « tentative de racket », voire d'élimination physique, envisagée par la famille Orsoni (Roger) sur la famille Leccia de Porto-Vecchio.
Informé de ce projet, Jean-Marc Leccia aurait sollicité Jean Alfonsi dit « Jeannot le Long », parrain du Valinco, qui, avec l'aide des nommés Henri Rossi, Paul Andreani et Salvatore Contini, aurait procédé à l'enlèvement et à l'assassinat de Guy Orsoni, dont le corps restera introuvable.
L'enquête alors diligentée par le S.R.P.J. d'Ajaccio permettait de réunir des éléments suffisants à la charge d'un certain nombre d'individus déjà cités, qui étaient incarcérés.
Alain Orsoni, frère de Guy, et leader nationaliste charismatique, collaborait, dans un premier temps, avec les enquêteurs, avant de basculer et d'expliquer, en développant une intense campagne médiatique, que son frère avait été victime d'un « assassinat politique », explication plus noble et plus protectrice de la « mémoire des morts ».

##### Affaire de la maison d'arrêt d'Ajaccio
- Le 7 juin 1984, un commando de militants nationalistes composé de Pierre Albertini, Bernard Pantalacci, Pantaléon Alessandri et Jean Dominique Vesperini, investissait la Maison d'arrêt d'Ajaccio. Jean-Marc Leccia et Salvatore Contini étaient abattus dans leur cellule.
- Paul Andreani était assassiné à Ajaccio le 8 janvier 1986.
- Jean Alfonsi et Henri Rossi décédaient de mort naturelle…

Ainsi disparaissaient les principaux protagonistes de l'affaire de l'enlèvement de Guy Orsoni. Le FLNC revendique cette action qui « entre dans le cadre des représailles nécessaires après l’assassinat politique de notre militant Guidu Orsoni. Bien que réaffirmant notre volonté d’une solution politique, nous ne saurions admettre que l’on puisse impunément s’attaquer à nos militants ». L'affaire Orsoni reste cependant floue, et si les assassins présumés de ce dernier faisaient partie du milieu, il n'est pas établi que Guy Orsoni, encore très jeune lorsqu'il a été enlevé, possédait des liens autres que familiaux avec le milieu. La piste d'une erreur sur la personne a été évoquée (Guy Orsoni conduisait la voiture de son oncle Roger au moment de son enlèvement).

##### Affirmation de certains individus du Valinco
À partir de 1983-84, des individus originaires du Valinco, jusqu'alors connus pour se livrer à des vols à main armée sur le continent, commencent à opérer en Corse du Sud en faisant alliance avec des individus implantés à Ajaccio. Les truands Christian Leandri, Dominique Paoli, Gérard Franchi, Gérard Battini, Bernard Pietri, Antoine Motta s'affirment dans le racket, l'implantation et l'exploitation de machines à sous.
Ils s'opposent à l'équipe dirigée par Jean-Pierre Leca, membre du FLNC et proche d'Alain Orsoni. S'ensuit une nouvelle série de règlements de comptes. Assassinats et tentatives d'assassinat se succèdent (3 juin 1986 : les frères Polverelli ; 21 septembre 1987 : Motta et Pietri ; 17 février 1988 : Gérard Battini ; 19 juillet 1989 : Gérard Franchi ; 16 novembre 1990 : Christian Leandri ; 21 décembre 1990 : Dominique Paoli et Dominique Pantalacci…).
En 1993, les services spécialisés considéraient que ces différentes éliminations physiques avaient mis le « Valinco » hors d'état d'opérer dans la région d'Ajaccio.

##### Jean Jérôme Colonna dit «Jean-Jé»
Jean-Jé Colonna était un acteur incontournable du crime organisé en Corse-du-Sud. Tout le monde avait planché sur lui, le fisc a beaucoup travaillé en vain. Vérifications faites, aucune procédure n'était diligentée à l'encontre de M. Colonna ; aucune condamnation ne figure à son casier judiciaire.

##### Jean-Luc Germani
Jean-Luc Germani est présenté comme un membre du milieu corse de Corse-du-Sud. En juin 2011, Jean-Luc Germani a échappé à une opération de police organisée dans l'affaire du cercle Wagram, cercle de jeux contrôlé par le banditisme corse. Il est arrêté en novembre 2014 à Nanterre chez un joueur de football de l'OGC Nice. En 2015, Germani a été condamné à deux peines de six ans de prison pour une opération d'intimidation opérée en janvier 2011 au Cercle de jeu Wagram à Paris. En février 2016, il a été condamné pour une association de malfaiteurs en vue de la préparation du meurtre en bande organisée de Jean-Claude Colonna. En juin 2017, le tribunal correctionnel de Marseille a condamné Jean-Luc Germani à quatre ans de prison pour violences volontaires. Il est incarcéré à la prison d'Arles. Il est libéré le 10 juin 2021 à l'issue de sa peine .
Il est un personnage central du livre Vendetta paru en juin 2020 qui relate la vengeance de plusieurs fils de membres du banditisme corse exercée contre des assassins de leurs pères, et dont il a tenté d'interdire la diffusion.
En novembre 2020, le parquet de Paris a requis le renvoi en correctionnelle de Jean-Luc Germani, pour usage de faux papiers durant sa fuite entre 2011 et 2014. Paul Canarelli, propriétaire du Domaine de Murtoli de Sartène (Corse-du-Sud), Dominique Luciani, Jean-Charles Flori et Christine Negro sont renvoyés pour « recel de malfaiteurs ». Dominique Luciani est considéré comme un correspondant des restes du gang de la Brise de mer en région parisienne. Il serait en contact avec Lionel Lavergne, qui fut chef du groupement de gendarmerie de la Haute-Corse de 2009 à 2012, chargé de la sécurité à l'Élysée auprès de François Hollande puis d'Emmanuel Macron. Ils se seraient rencontrés au Grand Orient de France.

### Les groupes depuis les années 2010[9]
Selon un rapport de la police judiciaire, on dénombrerait 25 bandes criminelles en Corse en 2022,. Cette tendance est confirmée en 2025 par un nouveau rapport qui évoque une recomposition autour d’une vingtaine de bandes, dominées par la Bande du Petit Bar dans le sud et le clan Mattei dans le nord.
- Corse-du-Sud :
  - Grand Ajaccio : 8 bandes criminelles recensées en 2022, dont
    - Gang du Petit Bar
    - le clan proche d'Alain Orsoni

  - Sartenais : les différents clans criminels contrôlant la micro-région.
  - Cargèse / Vicolais : plusieurs familles locales issues de la micro-région
  - Extrême-Sud : différents groupes sur Porto-Vecchio et Bonifacio, notamment ceux à l'origine de la « guerre des bateliers » au XXIe siècle[13].
- Haute-Corse :
  - les différents groupes héritiers du gang de la Brise de mer : ils se partagent la région bastiaise, le Cortenais, la plaine orientale et la Balagne. Ils lorgnent également sur la Corse-du-Sud en s’alliant avec des groupes locaux.
  - Bande des bergers de Venzolasca (ou bande des bergers-braqueurs) implantés depuis le fief de Venzolasca dans la région bastiaise, le cortenais et la plaine orientale, ainsi que l’Extrême-Sud de l’île.
  - Grand Bastia : le clan proche de Charles Pieri.
  - Centre Corse : clans Costa et Mattei.

## Milieu corse: simple crime organisé ou véritable mafia?
La Corse est une île de la Méditerranée qui a longtemps été pauvre et oubliée de son administration continentale. Sa société traditionnelle clanique possède une culture des armes et du clientélisme politique, a un sens de l'honneur et un orgueil exacerbé et recèle des individus soupçonnés d'activités criminelles mais très bien intégrés au tissu socio-économique.
Tout semble la rapprocher de ses cousines siciliennes Cosa Nostra ou Stidda mais il existe une différence notable, le crime organisé corse n'est pas constitué de « familles criminelles » pérennes avec une zone d'influence et une organisation qui se transmet de génération en génération, comme pour la 'Ndrangheta calabraise. Ses groupes sont éphémères au gré des incarcérations et du décès de ses membres et de ses chefs. De plus leur histoire locale est récente et date des années 1970. Au contraire des mafias italiennes, le crime organisé s'est formé sur le continent et non pas sur l'île. Selon certains, le crime organisé corse n'est pas une mafia. Selon d'autres, en revanche, le crime organisé corse présente la plupart des caractéristiques d'une mafia, notamment en raison de ses liens étroits avec les institutions et les sphères politico-économiques. Bien sûr, son organisation horizontale fait qu'elle n'a rien à voir avec le modèle sicilien, mais elle présente cependant des ressemblances notables avec les systèmes mafieux de la région napolitaine ou de certains Pays de l'Est.
Selon un rapport de 2022 et recensant 25 bandes criminelles sur l’île, seule la bande du Petit Bar d’Ajaccio a réussi à constituer un réseau d’influence économique et politique digne d’une véritable mafia.

## Relation avec le gouvernement français

### Collaboration et résistance
Durant la Seconde Guerre mondiale, une partie des truands corses comme les frères Guérini ont été d'efficaces résistants, tandis que d'autres comme Paul Carbone ont collaboré. Ceux qui ont combattu les Allemands ont été, après la guerre, empreints d'une aura positive malgré leurs activités criminelles avérées.

### Relation avec les structures politiques
Plusieurs élus locaux corses, de tous bords politiques confondus, sont régulièrement accusés d'avoir des liens avec des membres du grand banditisme.
- Charles Pasqua (1927-2015), ancien ministre RPR, a entretenu des liens avec les casinotiers Michel Tomi et Robert Feliciaggi (assassiné en 2006).

### Relation avec la police et la justice
- En octobre 2020, des informations ont permis à plusieurs membres de la bande du Petit Bar d'Ajaccio d'échapper à une vague d'arrestations[15]. De ce fait, les numéros un et trois de la police judiciaire (PJ) corse ont dû quitter leurs fonctions, après des reproches de « déloyauté » formulés par la JIRS de Marseille. La PJ corse est alors dessaisie du dossier du gang du Petit Bar au profit de la gendarmerie nationale[16].

- En 2020, le général de gendarmerie Lionel Lavergne, ancien chef du GSPR, a été mis en cause par Mediapart pour des liens passés avec Dominique Luciani, membre présumé du milieu corse, dans le cadre d'une loge maçonnique du Grand Orient de France[17].

### Relation avec les milieux d'affaires
- Le contrôle de la Chambre de commerce et d'industrie d'Ajaccio et de la Corse-du-Sud (CCI2A) est un enjeu pour le crime organisé corse, à l'origine de plusieurs assassinats et intimidations.

## Activités
- Extorsion de fonds
- Corruption
- Assassinats
- Trafic de stupéfiants
- Blanchiment d'argent
- Fraude fiscale et blanchiment de fraude fiscale
- Vol avec violence
- Trucage de marchés publics
- Fraudes aux subventions agricoles nationales ou européennes
- Fraudes aux aides publiques[18]

## Lutte contre le crime organisé corse

### Le rapport Legras de 2000
En 2000, le procureur de la république de Bastia, Bernard Legras, a remis au Garde des Sceaux Élisabeth Guigou un « rapport sur la criminalité organisée en Corse » demandé dans les suites de l'assassinat du préfet Claude Érignac. Son contenu est resté secret. Malgré sa qualité, très peu de suites ont été données à ce rapport, à ses conclusions et à ses recommandations.

### Les mesures Ayrault de 2012
En octobre 2012, à la suite du meurtre de l'avocat Antoine Sollacaro, le premier ministre Jean-Marc Ayrault annonce une série de dix mesures pour lutter contre le crime organisé. Il souhaite porter une attention toute particulière pour lutter contre le blanchiment, notamment dans l'immobilier, le sport (football, boxe, kick-boxing, boxe thaï) de la région ajaccienne, ainsi qu'aux procédures de marchés publics, aux autorisations d'urbanisme sur le littoral.
Parmi les mesures annoncées figurent : 
- la création d'une « cellule interministérielle de coordination », animée par le cabinet du Premier ministre, elle décidera notamment de missions d'inspection et de soutien au préfet de Corse et aux services territoriaux de l’État pour l'exercice de leur mission de contrôle. Elle fixera les axes du contrôle fiscal en Corse[22].
- le renforcement de moyens d'enquêtes spécialisés pour identifier les circuits mafieux et enquêter sur les mouvements de patrimoine et les flux financiers irréguliers, en particulier de blanchiment. Quatorze policiers spécialisés dans la lutte contre la délinquance financière sont affectés à la gendarmerie.
- le renforcement du Groupe d'intervention régional (GIR)[22].
- le renforcement de la coordination entre les parquets[22].
- enfin, le pôle économique et financier du parquet de Bastia sera renforcé en juges d'instruction[22].

### Institutions
- Groupement d'Intervention Régional (GIR) de Corse
- Pôle économique et financier de Bastia du Parquet de Bastia (Procureur de la république de Bastia)
- Office central de lutte contre le crime organisé (OCLCO)
- Juridictions interrégionales spécialisées (JIRS), en particulier la JIRS de Marseille
- BNLCOC (Brigade nationale de Lutte contre la Criminalité corse), dépendant de l'OCLCO
- Office européen de lutte antifraude (OLAF)

### Collectifs
Plusieurs collectifs citoyens contre le crime organisé ont été créés :
- Un collectif anti-mafia « Maffia No-A Vita » a été fondé par Léo Battesti et Jean-François Bernardini, chanteur du groupe I Muvrini. Ce collectif milite pour une loi de redistribution des "avoirs mafieux", comme mis en place en Italie[23].
- Le collectif Massiumu Susini s'est créé à la suite de l'assassinat de Maxime Susini, militant nationaliste, à Cargèse en septembre 2019[24].
- L'association anticorruption Anticor.

### La possible saisie des avoirs criminels
Le collectif « Maffia No - A vita » a lancé en novembre 2020 une pétition appelant à la saisie des « avoirs mafieux » et à la mise à disposition de ces avoirs pour des enjeux sociaux collectifs. Un système de ce type existe en Italie depuis 1996, et depuis 2011, les biens criminels saisis sont donnés « aux coopératives locales, municipalités et associations ». En France, les saisies de justice sont plus souvent vendus aux enchères.

### Mesures de Gilles Simeoni
Le 26 février 2025, le président de la région insulaire corse Gilles Simeoni, presente 30 mesures pour lutter contre la criminalité organisée corse devant l’Assemblée régionaux corse.

## Citations
- Jacques Chirac, 16 juillet 1996 : « Il faut éradiquer les mafias de Corse »[18].
- Nicolas Sarkozy, 31 janvier 2004 : « Il faut débarrasser la Corse de ses pratiques mafieuses, les Corses n’ont pas à avoir peur, l’État ne les laissera pas tomber »[18].

## Rapports officiels
- Rapport sur la criminalité organisée en Corse du Procureur Bernard Legras (« Rapport Legras », 2000)[19]
- Rapport de la commission d’enquête du Sénat sur la conduite de la politique de sécurité menée par l’État en Corse (Sénat, 19 mai 1999)[27]
- Rapport de la commission d'enquête de l'Assemblée nationale sur le fonctionnement des forces de sécurité en Corse (Assemblée nationale, novembre 1999)[28]

## Filmographie
- Horace 62 : film franco-italien d'André Versini sorti en 1962. Le film met en scène une guerre entre deux clans corses en plein Paris.
- Au service secret de Sa Majesté : film britannique de Peter Hunt, sorti en 1969, adaptation cinématographique du roman Au service secret de Sa Majesté de Ian Fleming, mettant en scène James Bond, et l'aide qu'il reçoit de l'Union corse.
- Les Hommes : film français de Daniel Vigne sorti en 1972. Le film raconte l'histoire de Fantoni, un truand corse de Marseille, sortant de prison, qui décide de se venger de ses anciens associés qui l'ont trahi.
- Flic ou voyou : film français de Georges Lautner sorti en 1979, dans lequel un commissaire est envoyé à Nice pour s'infiltrer dans le milieu. Il est confronté, entre autres, au « gang des Corses » d'Achille Volfoni.
- L'Indic : film français de Serge Leroy, sorti en 1983, mettant en scène l'enquête d'un inspecteur de police (l'Inspecteur Bertrand) sur le « clan des Corses ».
- Mafiosa, le clan : série française d'Hugues Pagan créée en 2006, sur un clan mafieux corse dirigé par une femme, Sandra Paoli.
- American Gangster : film américain réalisé par Ridley Scott, sorti en 2007. Il raconte la carrière criminelle de Frank Lucas, trafiquant d’héroïne, qui lors de sa tentative d'assassinat soupçonne « les Corses » de la French Connection à qui il fait concurrence.
- Le piège américain : film québécois de Charles Binamé, sorti en 2008 ; l'un des personnages principaux est Paul Mondoloni (joué par Gérard Darmon), un parrain corse de la French Connection.
- Un prophète : film français de Jacques Audiard, sorti en 2009, sur le milieu carcéral. Malik El Djebena tente de s'imposer dans une prison tenue par César Luciani, chef du milieu corse de la prison.
- Le Dernier Clan : film français de Magà Ettori sorti en 2012[29],[30]. Ce film révèle l'histoire de la journaliste Hiram Orsoni qui enquête sur la mafia corse.
- Les Apaches : film français de Thierry de Peretti, sorti en 2013. Inspiré de faits réels, ce film raconte l'histoire de quatre jeunes de la région de Porto-Vecchio, qui se retrouvent menacés par des truands locaux après avoir cambriolé et squatté une résidence secondaire.
- De guerre lasse : film français d'Olivier Panchot, sorti en 2014. Le fils d'un caïd retiré des affaires revient à Marseille après quatre ans d'absence. Il est confronté aux clans corses et aux équipes des Quartiers Nord qui se partagent la ville.
- La French : film français de Cédric Jimenez, sorti en 2014. Le film revient sur le parcours du juge Pierre Michel (assassiné à Marseille en 1981), et en particulier sa lutte contre les réseaux de la French Connection dans les années 1970.
- Borgo : film français de Stéphane Demoustier s'inspirant de l'affaire autour du double assassinat qui a eu lieu à l'aéroport de Bastia en 2017[31].
- Plaine Orientale, série télévisée sortie en 2025 créée par Pierre Leccia, qui imagine la création d'un pôle anti-mafia au tribunal de Bastia sur fond de rivalités entre clans corses et arabes.